# 臺南龍山寺

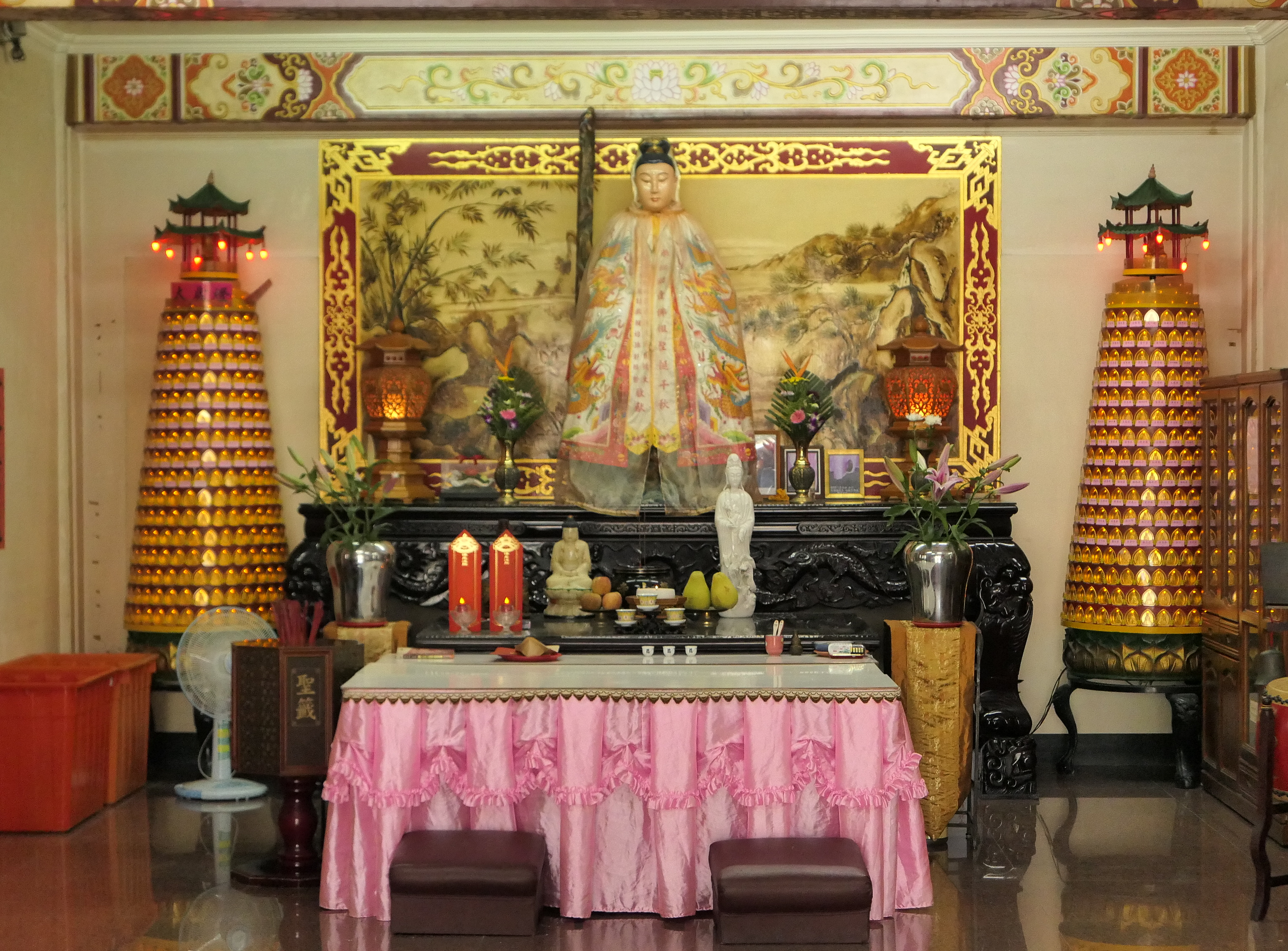
臺南龍山寺一樓

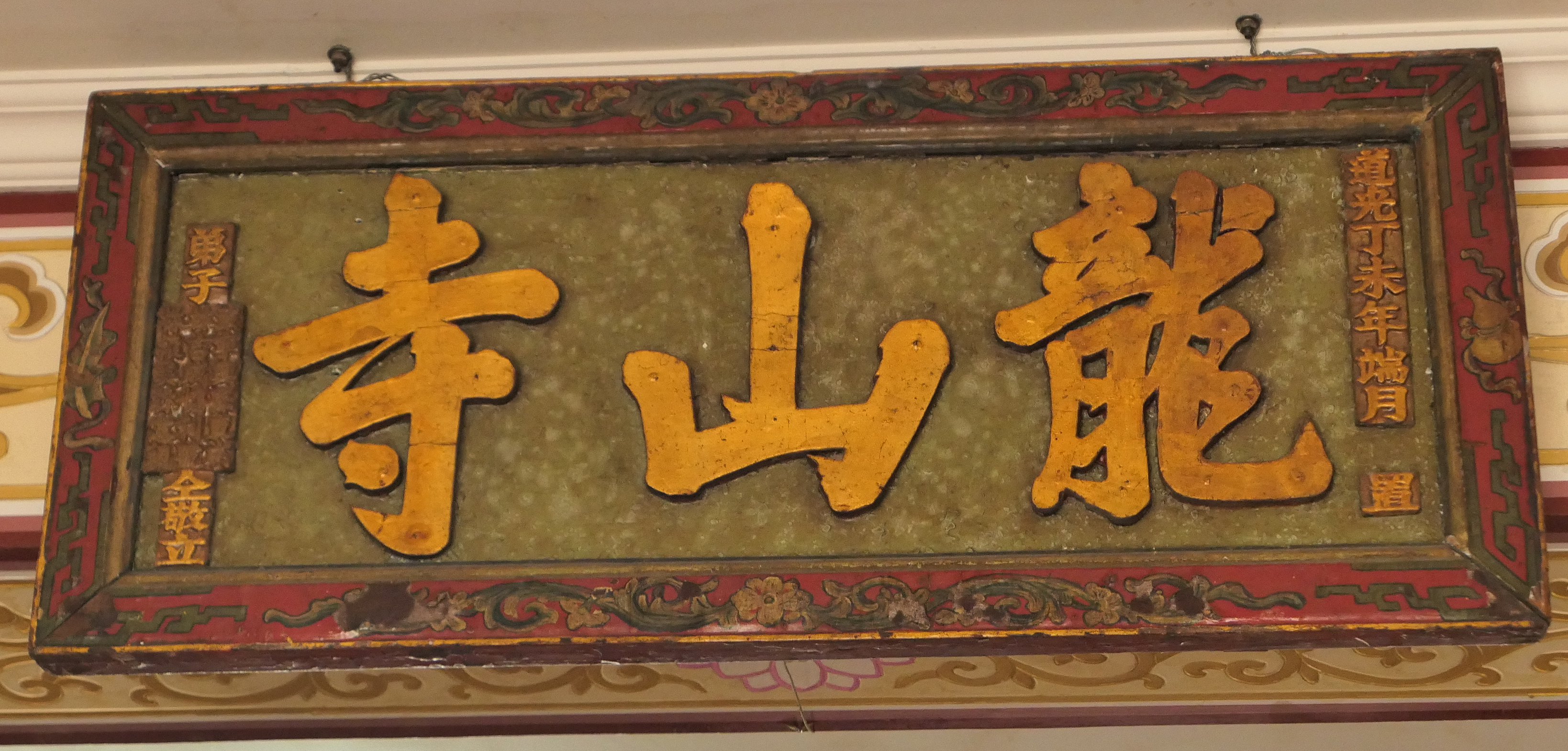
道光廿七年（1847年）「龍山寺」匾

臺南龍山寺位於臺灣臺南市東區，為臺灣府城七寺八廟之一。該寺與臺灣另外幾座以龍山寺命名的寺廟──淡水龍山寺、鹿港龍山寺、臺南龍山寺、鳳山龍山寺，都是分靈自泉州府晉江縣的泉安龍山寺，清治時期康熙年間正式建寺於臺灣府城大東門外。日治時期昭和年間因馬路拓寬而遭到拆除，才於今址重建。

## 沿革
龍山寺的前身為明鄭時期一間供奉泉州府晉江縣泉安龍山寺觀音菩薩的香火袋的草厝，到了清治時期康熙五十四年（1715年）時信眾正式於大東門外以硓古石興築觀音殿，並雕塑觀音菩薩聖像。而後在乾隆四十三年（1778年）臺灣知府蔣元樞撥款重建，11年後（1789年）在士紳王拱照主導下又再次重修。在此之後直到拆遷為止，龍山寺在道光二十三年（1843年）、同治十年（1871年）與光緒十年（1884年）時又整修過。
進入日治時期後，於昭和二年（1927年）時因拓寬馬路而拆除前殿等部分，昭和七年（1932年）時再次拓寬馬路，而將舊有寺院完全拆毀，後來蔡玉霞居士與管理人許萱其、許朝成、蔡添福、劉王等人於現址重建兩層樓建築。
二次大戰結束後，於民國四十二年（1953年）邀請釋開亨尼師為住持，並在民國五十三年（1964年）由黃天數擔任管理人，三年後改由管理委員會管理寺院，由蘇沛然任首屆主委，但後來因寺務不振，民國六十六年（1977年）由政府輔導改組委員會，由陳啟明擔任主委。之後因住持釋開亨圓寂，又邀聘哲靜尼師擔任住持。此外在民國六十九年（1980年）時，龍山寺再次改建，於1月拆除建築，5月動土，於隔年完工，成為一棟三層樓建築。但在民國八十九年（2000年）時龍山寺失火，之後的修繕工程約至民國九十四年（2005年）才結束。

## 建築

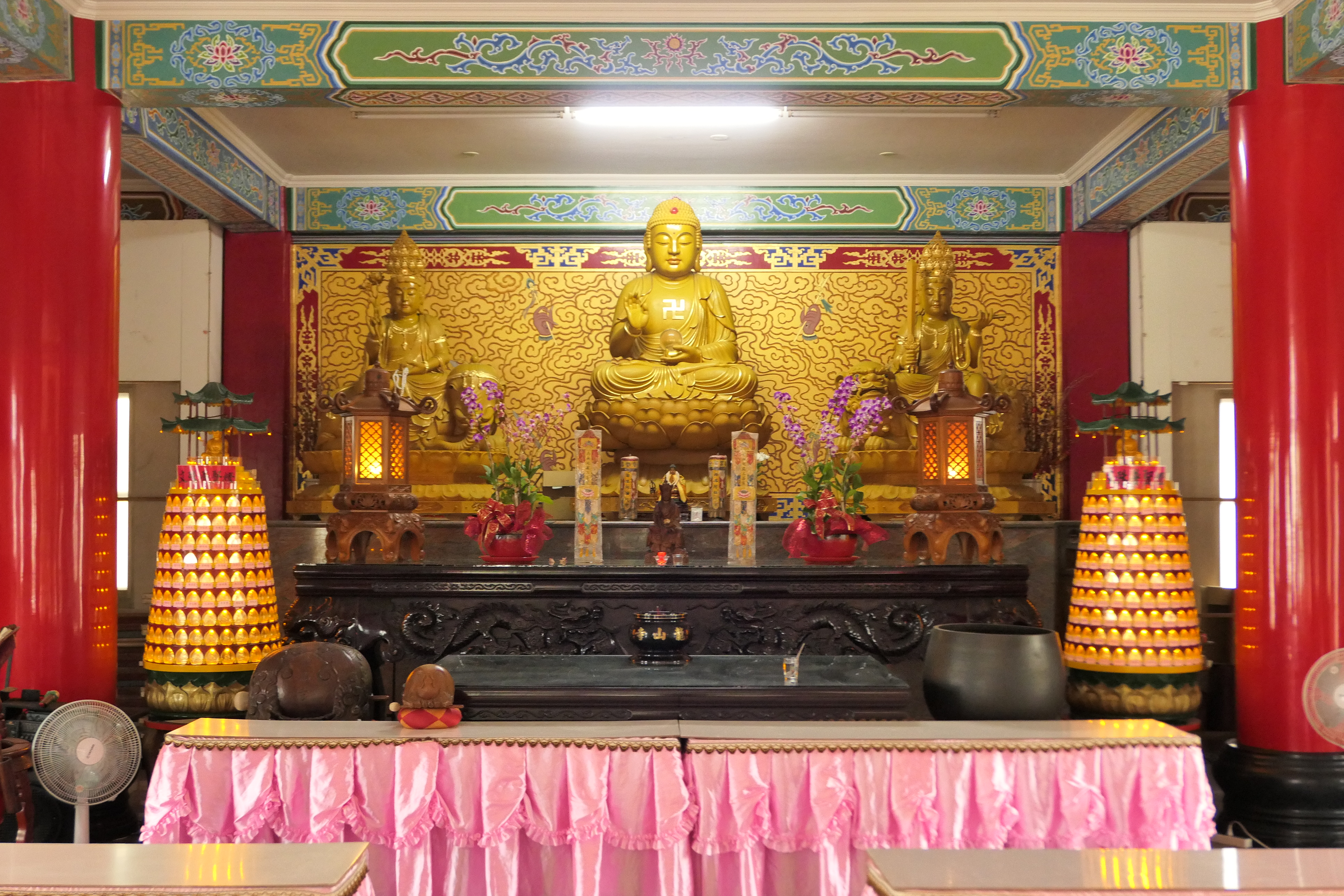
臺南龍山寺二樓

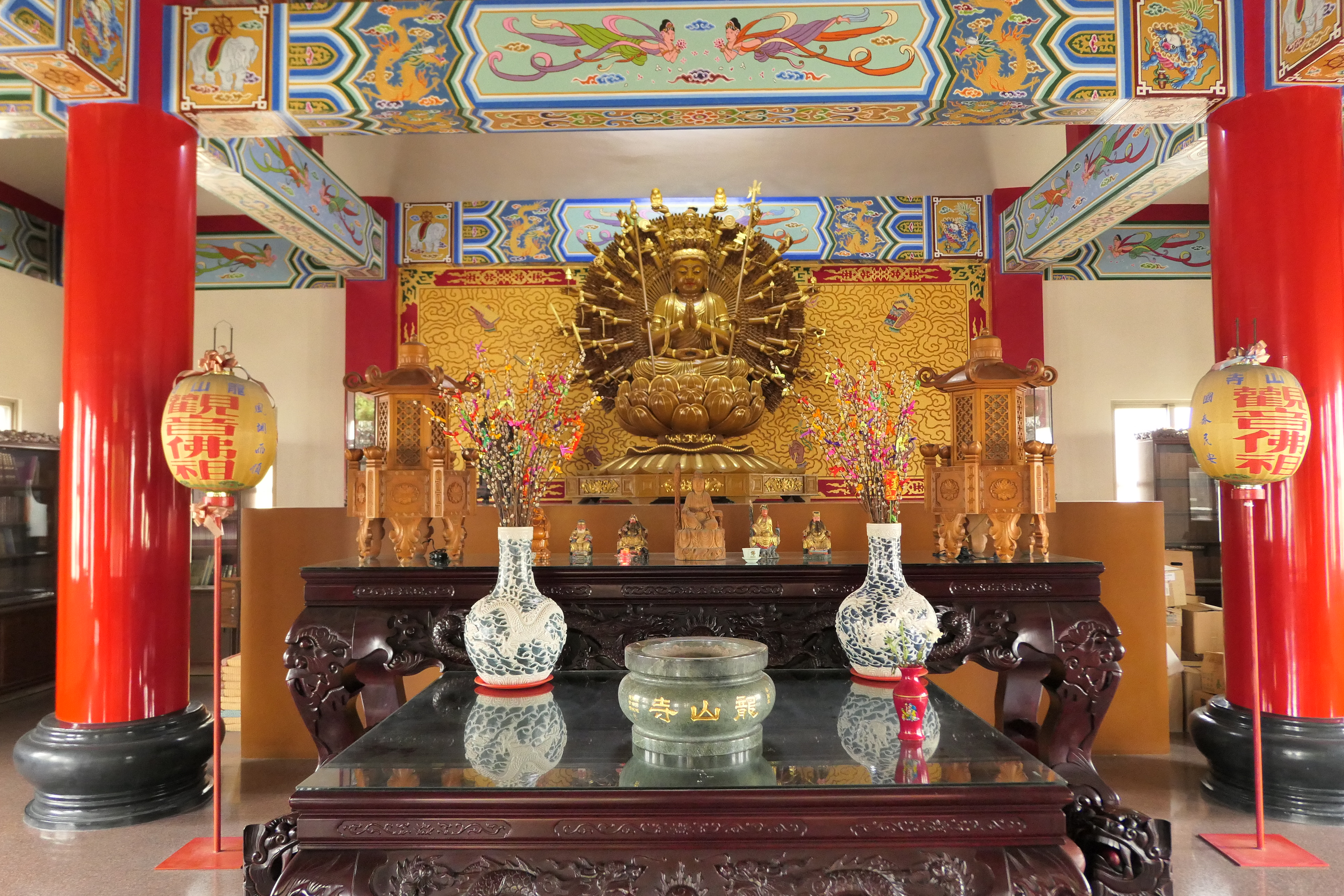
臺南龍山寺三樓

目前的龍山寺為樓高三層的鋼筋混擬土建築，屋頂為歇山重簷形式並仿作「反宇起陽」的朱瓦起翹屋簷，屋瓦為現代琉璃瓦。一樓為觀音殿，二樓為大雄寶殿，三樓為大慈大悲殿（供奉千手觀音）。而雖然寺院已非清代建築，但仍有保留一些清代古匾等文物。

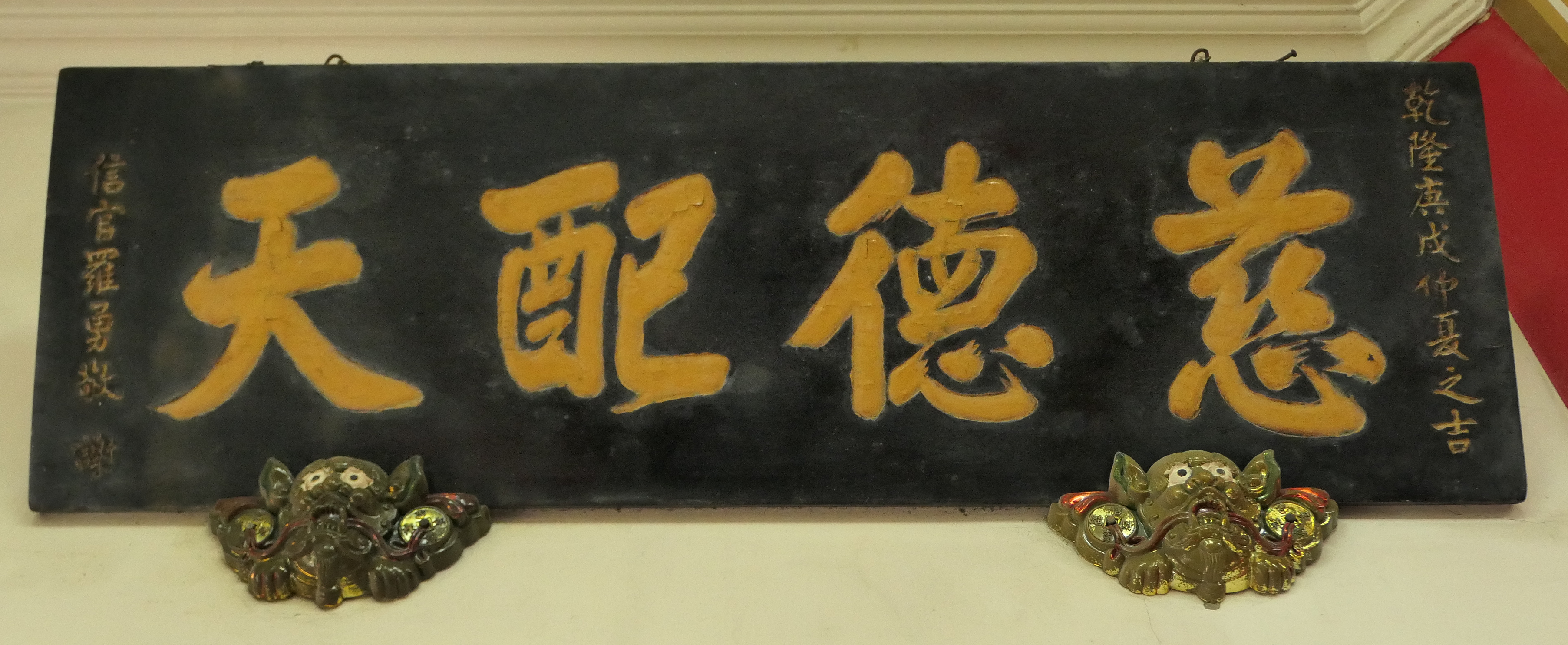
乾隆五十五年（1790年）「慈德配天」匾
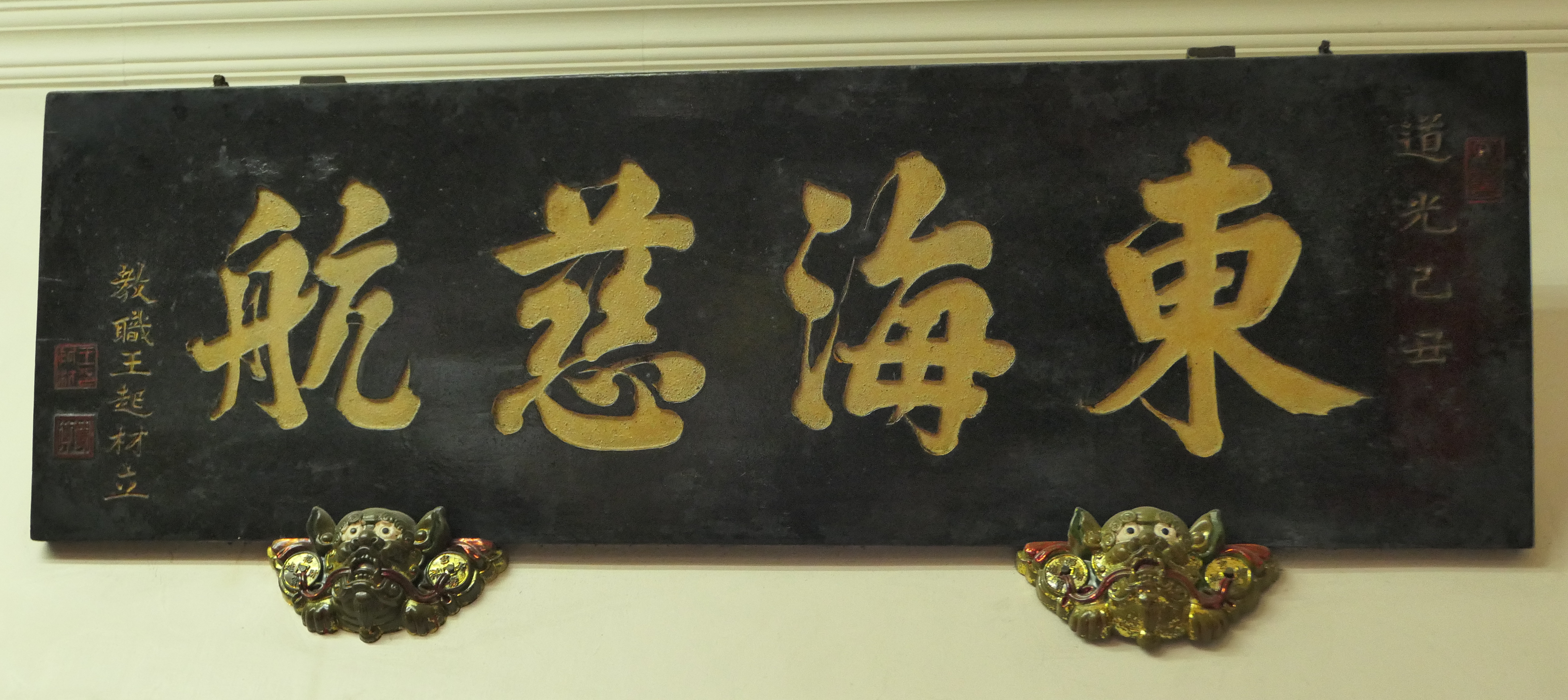
道光九年（1829年）「東海慈航」匾